# 会计专业机构
专业会计机构是某一司法管辖区的会计师组织或协会。通常情况下，一个人需要成为这种专业协会的成员，才能以会计师的身份向该辖区的公众展示。合格会计师的称号因管辖区而异，如注册管理会计师（CMA）、特许公认会计师（ACCA）、注册会计师（CPA）、注册管理会计师（CMA）等。
有些国家只有一个专业会计机构（如巴西），而其他国家有几个。如果有一个以上的机构，这些机构可能会也可能不会相互竞争；在一些国家，专业会计机构是根据其活动领域划分的。例如，印度有两个专业会计机构：印度特许会计师协会负责处理财务会计和管理会计，而印度成本会计师协会负责处理成本会计和管理会计。